# Argos (Schiff)
Die Argos war ein Fischereiforschungsschiff des schwedischen Fiskeriverket (Fischereizentralamt).

## Geschichte
Das Schiff wurde 1974 von Kalmar Varv gebaut. 1993 wurde es in Falkenberg umfangreich modernisiert. Es wurde insbesondere in der Ostsee, Kattegat und Skagerrak und der östlichen Nordsee zur Erfassung der Fischbestände sowie für hydrographische und ozeanographische Messungen eingesetzt.
Nachdem Asbest an Bord gefunden worden war und sich ein Umbau des Schiffes auch aufgrund des Alters als zu kostspielig herausgestellt hatte, wurde das Schiff 2011 außer Dienst gestellt. Im August 2012 wurde es zur Verschrottung nach Dänemark verkauft. Das Schiff wurde 2013 bei Fornæs Skibsophug in Grenaa verschrottet. Als Ersatz ist ein Neubau geplant. In der Zwischenzeit greifen die bisherigen Nutzer insbesondere auf das dänische Forschungsschiff Dana zurück.

## Technische Daten und Ausstattung
Der Antrieb erfolgte durch zwei Alpha-Zweitakt-Dieselmotoren mit jeweils rund 662 kW Leistung. Die Motoren wirkten auf einen Propeller. Das Schiff erreichte eine Geschwindigkeit von 14 kn (mit nur einem Antriebsmotor wurden 11 kn erreicht). Für die Stromerzeugung standen drei Dieselgeneratorsätze mit insgesamt 1.550 kVA Scheinleistung zur Verfügung, die von MaK-Viertaktmotoren angetrieben wurden. Im Bug- und Heckbereich war jeweils eine elektrisch angetriebene Querstrahlsteueranlage mit je 220 kW Leistung verbaut.
Das Schiff war als Heckfänger ohne Aufschleppe gebaut. Der Rumpf des Schiffes war eisverstärkt (Eisklasse C). Das Schiff konnte 21 Tage auf See bleiben.
Die Decksaufbauten befanden sich im Mittschiffsbereich. Vor und hinter den Decksaufbauten befand sich jeweils ein Kran. Am Heck befand sich ein Heckgalgen, der u. a. für das Aussetzen und Einholen des Schleppnetzes benötigt wurde.
An Bord standen 30 Betten zur Verfügung. Das Schiff war ausgelegt für den Betrieb mit bis zu 15 Besatzungsmitgliedern und die Unterbringung von 12 Wissenschaftlern.
Das Schiff, das nach dem Riesen aus der griechischen Mythologie benannt war, war das bis dahin größte Forschungsschiff Schwedens.